# Alex Nedeljkovic
Alexander „Alex“ Nedeljkovic (* 7. Januar 1996 in Parma, Ohio) ist ein US-amerikanischer Eishockeytorwart, der seit Juli 2025 bei den San Jose Sharks in der National Hockey League unter Vertrag steht. Zuvor verbrachte er über sechs Jahre in der Organisation der Carolina Hurricanes und spielte jeweils zwei Jahre bei den Detroit Red Wings und Pittsburgh Penguins.

## Karriere

### Jugend

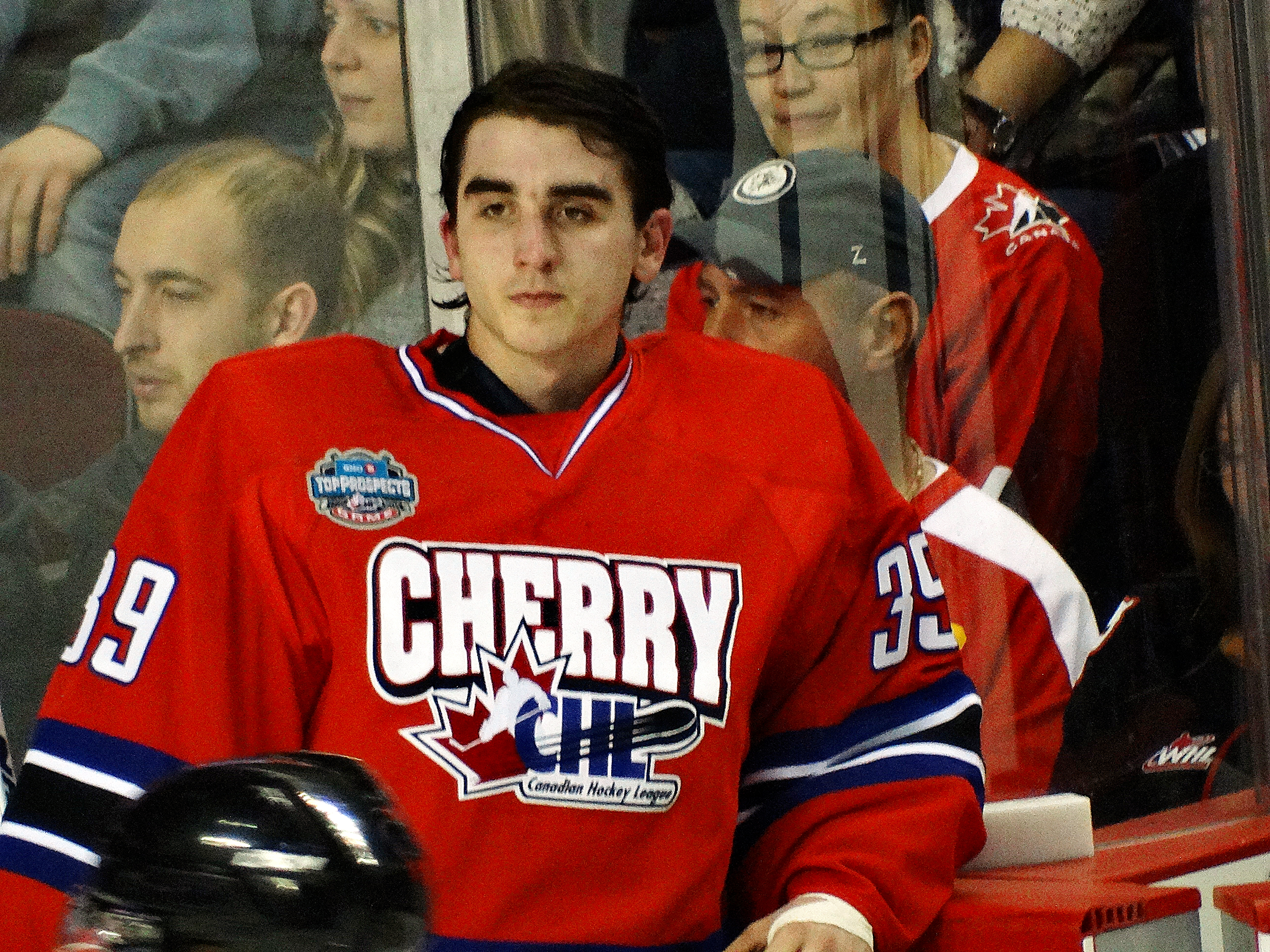
Nedeljkovic bei CHL Top Prospects Game (2014)

Alex Nedeljkovic wurde in Parma geboren und spielte in seiner Jugend unter anderem für die Cleveland Barons im nahegelegenen Cleveland sowie in der Saison 2011/12 für den Belle Tire Hockey Club aus Detroit, Michigan. Die Spielzeit 2012/13 begann der Torhüter bei den ebenfalls in Michigan beheimateten Metro Jets, bevor er zu den Plymouth Whalers wechselte, die ihn 2012 in der Priority Selection der Ontario Hockey League (OHL) an 123. Position ausgewählt hatten. Bei den Whalers absolvierte der US-Amerikaner in seiner ersten OHL-Saison 26 Spiele, wobei er die F. W. „Dinty“ Moore Trophy gewann, die den Rookie-Torhüter mit dem geringsten Gegentorschnitt auszeichnet, und darüber hinaus ins OHL First All-Rookie Team gewählt wurde. Im Sommer 2013 vertrat er sein Heimatland erstmals auf internationalem Niveau, als er mit der U18 beim Ivan Hlinka Memorial Tournament 2013 die Silbermedaille gewann. In der folgenden Spielzeit stieg Nedeljkovic zum Stammtorhüter der Whalers auf und steigerte dabei seine Fangquote auf 92,5 %. Infolgedessen wurde er als OHL Goaltender of the Year ausgezeichnet und ins OHL First All-Star Team gewählt. Zudem absolvierte der US-Amerikaner neun Spiele mit dem USA Hockey National Team Development Program, der zentralen Talenteschmiede des US-amerikanischen Eishockeyverbands USA Hockey. Anschließend errang er mit der U18 des Team USA bei der U18-Weltmeisterschaft 2014 die Goldmedaille, wobei er alle Torhüter des Turniers mit einem Gegentorschnitt von 1,84 anführte. Nachdem er während der Saison bereits beim CHL Top Prospects Game vertreten gewesen war, wurde Nedeljkovic im NHL Entry Draft 2014 an 37. Position von den Carolina Hurricanes ausgewählt.
Nach der Saison 2014/15, während der er die U20-Nationalmannschaft der USA bei der U20-Weltmeisterschaft 2015 vertreten hatte und dort ohne Einsatz geblieben war, wählte man Nedeljkovic ins OHL Third All-Star Team. Anschließend statteten ihn die Carolina Hurricanes im März 2015 mit einem Einstiegsvertrag aus und schickten ihn anschließend zu ihrem ECHL-Farmteam, den Florida Everblades. Dort gab der Torwart in der Folge sein Profi-Debüt und kam bis zum Saisonende auf drei Einsätze. Während der Vorbereitung auf die Spielzeit 2015/16 konnte sich Nedeljkovic vorerst nicht empfehlen, sodass ihn die Hurricanes für ein weiteres Jahr in die OHL schickten, wo er fortan für die Flint Firebirds auflief, die aus den Plymouth Whalers hervorgegangen waren. Nach einem halben Jahr in Flint gaben ihn die Firebirds allerdings im Dezember 2015 samt Josh Wesley an die Niagara IceDogs ab, die im Gegenzug Brent Moran sowie fünf Draft-Wahlrechte nach Flint sandten. Nachdem Nedeljkovic mit der U20 des Team USA bei der U20-Weltmeisterschaft 2016 die Bronzemedaille gewonnen hatte, beendete er die Saison in Niagara mit dem Erreichen des Playoff-Finals um den J. Ross Robertson Cup, wo die IceDogs jedoch den London Knights unterlagen. Ferner wurde der Torwart erneut ins OHL Third All-Star Team berufen.

### Carolina Hurricanes

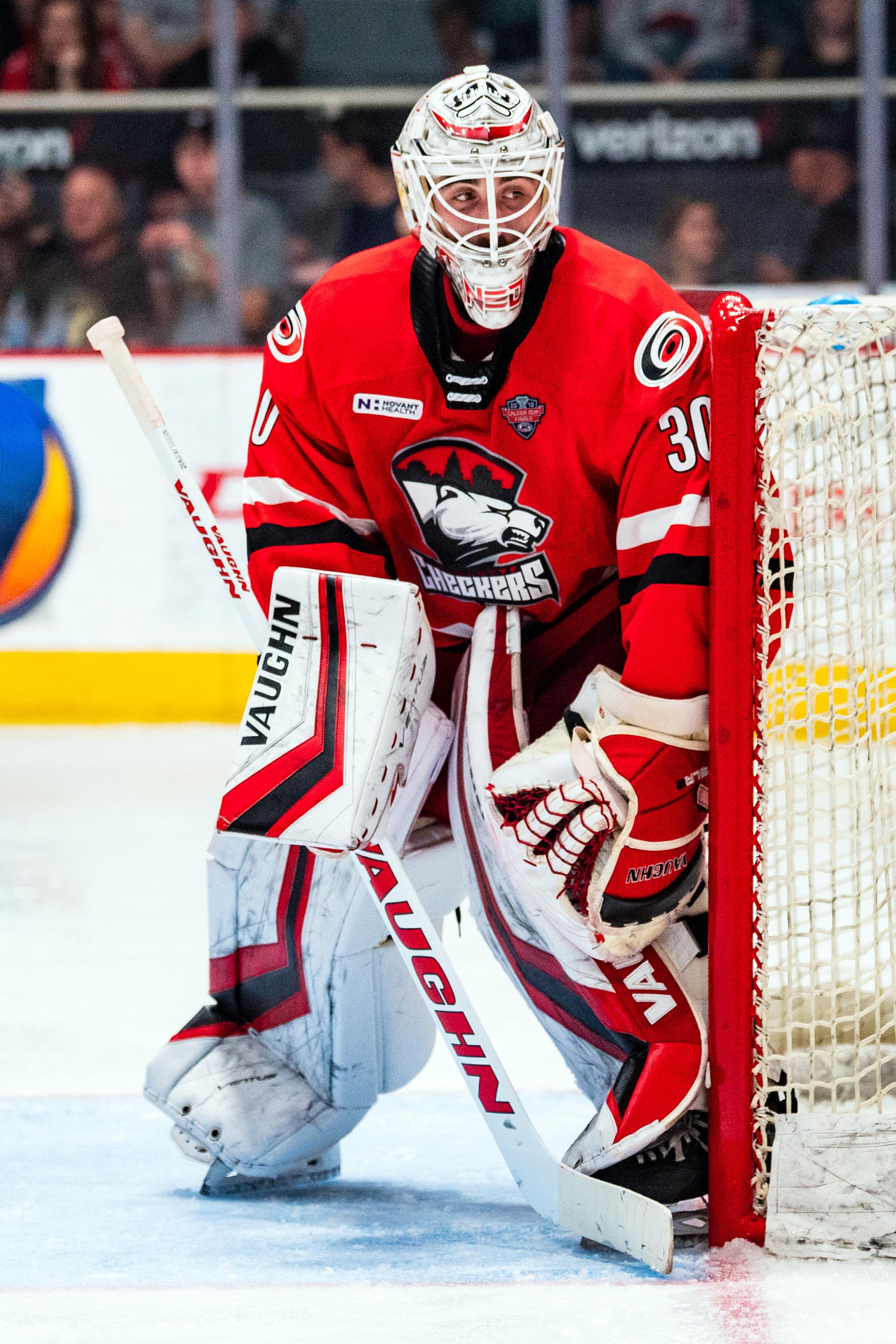
Nedeljkovic im Trikot der Charlotte Checkers

Mit Beginn der Saison 2016/17 wechselte Nedeljkovic in die Organisation der Carolina Hurricanes und kommt dort fortan hauptsächlich bei den Charlotte Checkers in der American Hockey League (AHL) zum Einsatz. Im Dezember 2016 wurde er kurzzeitig für drei Einsätze zu den Florida Everblades zurückgeschickt, wobei er zum zwölften Torwart der Liga-Historie wurde, dem in der ECHL ein Tor gelang. Nur wenige Wochen später wurde der US-Amerikaner erstmals ins Aufgebot der Hurricanes berufen, wo er den Platz als Ersatz hinter Cam Ward einnahm und dabei den verletzten Eddie Läck vertrat. Am 17. Januar 2017 kam er dann zu seinem Debüt in der National Hockey League (NHL), als er im Spiel gegen die Columbus Blue Jackets Cam Ward ersetzte und das Spiel ohne Gegentor beendete. Anschließend kehrte er nach Charlotte zurück und erzielte auch dort im März 2018 ein Tor, beim 7:3-Erfolg der Checkers gegen das Hartford Wolf Pack.
Am Ende der Saison 2018/19 führte Nedeljkovic die gesamte AHL mit 34 Siegen sowie einem Gegentorschnitt von 2,26 an, sodass er mit dem Aldege „Baz“ Bastien Memorial Award als bester Torwart der Liga ausgezeichnet sowie ins AHL First All-Star Team gewählt wurde. In den Playoffs gewann er mit den Checkers den Calder Cup.
Mit Beginn der Saison 2020/21 etablierte sich Nedeljkovic erstmals im NHL-Aufgebot der Hurricanes und wurde im März 2021 als NHL-Rookie des Monats geehrt. Er beendete die Spielzeit mit einem Gegentorschnitt von 1,90 sowie einer Fangquote von 93,2 %, womit er die Bestenliste der NHL-Torhüter jeweils anführte. Anschließend wurde er gemeinsam mit Kirill Kaprisow und Jason Robertson für die Calder Memorial Trophy nominiert, die in der Folge Kaprisow gewann. Der Torhüter wurde allerdings im NHL All-Rookie Team berücksichtigt.

### Detroit, Pittsburgh und San José
Im Sommer 2021 gelang es den Hurricanes und Nedeljkovic nicht, sich auf einen neuen Vertrag zu einigen. Daher transferierte man ihn zu den Detroit Red Wings, die im Gegenzug Jonathan Bernier sowie ein Drittrunden-Wahlrecht im anstehenden NHL Entry Draft 2021 abgaben. In Detroit wiederum unterzeichnete der US-Amerikaner einen neuen Zweijahresvertrag mit einem Gesamtvolumen von sechs Millionen US-Dollar. In der Saison 2022/23 verlor er jedoch seinen Stammplatz in deren Aufgebot und wurde überwiegend in der AHL bei den Grand Rapids Griffins eingesetzt. Sein auslaufender Vertrag wurde anschließend nicht verlängert, sodass er sich im Juli 2023 als Free Agent den Pittsburgh Penguins anschloss. Im Trikot der Penguins erzielte Nedeljkovic am 17. Januar 2025 ein Empty Net Goal im Spiel gegen die Buffalo Sabres und wurde somit zum erst 16. Torhüter der NHL-Historie, dem ein Tor gelang.
Anfang Juli 2025 wurde er im Austausch für ein Drittrunden-Wahlrecht im NHL Entry Draft 2028 zu den San Jose Sharks transferiert.

## Erfolge und Auszeichnungen
| - 2013 F. W. „Dinty“ Moore Trophy - 2013 OHL First All-Rookie Team - 2014 Teilnahme am CHL Top Prospects Game - 2014 OHL Goaltender of the Year - 2014 OHL First All-Star Team - 2015 OHL Third All-Star Team - 2016 OHL Third All-Star Team | - 2019 Calder-Cup-Gewinn mit den Charlotte Checkers - 2019 Aldege „Baz“ Bastien Memorial Award - 2019 AHL First All-Star Team - 2020 Teilnahme am AHL All-Star Classic - 2021 NHL-Rookie des Monats März - 2021 NHL All-Rookie Team |

### International
- 2013 Silbermedaille beim Ivan Hlinka Memorial Tournament
- 2014 Goldmedaille bei der U18-Weltmeisterschaft
- 2016 Bronzemedaille bei der U20-Weltmeisterschaft

## Karrierestatistik
Stand: Ende der Saison 2024/25

### International
Vertrat die USA bei:
| - Ivan Hlinka Memorial Tournament 2013 - U18-Junioren-Weltmeisterschaft 2014 - U20-Junioren-Weltmeisterschaft 2015 | - U20-Junioren-Weltmeisterschaft 2016 - Weltmeisterschaft 2024 |

(Legende zur Torhüterstatistik: GP oder Sp = Spiele insgesamt; W oder S = Siege; L oder N = Niederlagen; T oder U oder OT = Unentschieden oder Overtime- bzw. Shootout-Niederlage; Min. = Minuten; SOG oder SaT = Schüsse aufs Tor; GA oder GT = Gegentore; SO = Shutouts; GAA oder GTS = Gegentorschnitt; Sv% oder SVS% = Fangquote; EN = Empty Net Goal; 1 Play-downs/Relegation; Kursiv: Statistik nicht vollständig)